# Cornish-Friedberg Motor Car Company
Cornish-Friedberg Motor Car Company war ein US-amerikanischer Hersteller von Automobilen.

## Unternehmensgeschichte
F. W. Cornish sowie Charles und Louis W. Friedberg gründeten 1907 das Unternehmen. Der Sitz war in Chicago in Illinois. Sie begannen im späten Frühling 1907 mit der Produktion von Automobilen. Der Markenname lautete CF, wobei auch die Schreibweisen C.F. und C-F vorkommen. Erst im Dezember 1907 auf der Chicago Automobile Show präsentierten sie erstmals Fahrzeuge auf einer Automobilausstellung. 1909 endete die Produktion. Die Quellen sehen eine Unterkapitalisierung als Grund für die Auflösung.
Louis Friedberg versuchte mit dem Chicago Forty einen Neuanfang.

## Fahrzeuge
Im Angebot stand nur ein Modell. Ein wassergekühlter Vierzylindermotor mit 35 PS Leistung trieb über eine Kardanwelle die Hinterachse an. Das  Fahrgestell hatte 290 cm Radstand. Als Aufbauten standen drei- und viersitzige Roadster sowie ein fünfsitziger Tourenwagen zur Wahl.